# Claudia Galli Concha
Claudia Josefina Galli Concha, född 3 augusti 1978 i Engelbrekts församling, Stockholm,  är en svensk skådespelare och företagare.

## Biografi
Claudia debuterade i Film-tajm med Trazan och Banarne, som Lill-Banarne, när hon var tre år gammal. Hon fick sitt stora genombrott som Frida Lindberg i såpoperan Skilda världar på TV4. Kort därefter förekom Claudia i Icas reklamfilmer som karaktären Sofia. I SVT:s TV-serie Svensson, Svensson har hon haft rollen som den äldre Lina Svensson. Under 2007 medverkade Claudia Galli Concha i SVT-serierna Tusenbröder, Lögnens pris och Playa del Sol. År 2009 medverkade hon i TV4:s Parlamentet. Under sommaren samma år var Galli programledare för Morgonpasset i Sveriges Radio P3.
Våren 2010 placerade sig Galli Concha tvåa i Let's Dance i TV4 med Tobias Wallin som danspartner. Samma år var hon programledare för hundprogrammet Bulldogg i Barnkanalen. Claudia Galli Concha spelade en av huvudrollerna i SVT:s komediserie Starke man som nominerades till både Kristallen 2011 och 2012 för "Bästa humorserie". Hon spelade även rollen som Erica Falck i Fjällbackamorden som bygger på Camilla Läckbergs böcker. Den första filmen av sex hade premiär julen 2012 och den sista i slutet på 2013. Långfilmen Den enda vägen som Claudia skrivit tillsammans med Manuel Concha hade premiär på bio 2017. Tillsammans har de också producerat filmen Suedi.
Under 2019–2020 drev Galli Concha  podcasten Livet 2.0. 2021 var hon också aktuell i poddformat med Anna Hegestrand i Livshjulet (Acast).
Claudia Galli Concha är delägare i designervarumärket Studio WMS, där delar av vinsten går till Alla Kvinnors Hus.

## Privatliv
Under åren 2002–2004 var hon gift med sin motspelare i Skilda Världar, Johan Svangren.
Claudia Galli Concha är sedan 2012 gift med regissören Manuel Concha och de har två döttrar. Hon är moster till skådespelaren Josephine Bornebusch och halvsyster till Cian Bornebusch.

## Teater

### Roller (ej komplett)
| År   | Roll        | Produktion                 | Regi          | Teater        |
| ---- | ----------- | -------------------------- | ------------- | ------------- |
| 2004 | Pia Nilsson | Fångad på nätet Ray Cooney | Bo Hermansson | Oscarsteatern |